# La Sonate à Kreutzer (film, 1914)
Pour les articles homonymes, voir La Sonate à Kreutzer (homonymie).
Cet article concerne l'adaptation cinématographique. Pour le roman original, voir La Sonate à Kreutzer.
Pour plus de détails, voir Fiche technique et Distribution.
La Sonate à Kreutzer (Kreitserova sonata) est un film russe réalisé par Vladimir Gardine, sorti en 1914.
Le film est inspiré de la nouvelle éponyme de Tolstoï.

## Synopsis
Dans un compartiment de train, Léon Tolstoï rencontre Poznichev qui lui explique ses malheurs. Il s'est marié avec une femme qui a très vite sombré dans la dépression. Il a tout fait, lui dit-il, pour se faire aimer mais sans rencontrer de succès. Il souffre depuis qu'elle a fait la connaissance d'un musicien dont elle est tombée amoureuse lorsqu'il lui joua la sonate à Kreutzer de Beethoven. Ce fut le début du calvaire du mari qui perdit pied et sombra dans la jalousie.

## Fiche technique
- Titre original : Крейцерова соната (Kreitserova sonata)
- Titre français : La Sonate à Kreutzer
- Réalisation : Vladimir Gardine
- Scénario : Vladimir Gardine d'après la nouvelle de Léon Tolstoï
- Décors : Boris Mikhin
- Photographie : Alexandre Levitsky
- Pays d'origine : Empire russe
- Format : Noir et blanc - 35 mm - 1,37:1 - Muet
- Genre : Film dramatique
- Durée : 42 minutes
- Date de sortie : Empire russe : 3 novembre 1914

## Distribution
- Boris Orsky : Poznyshev
- Yelizaveta Uvarova : sa femme
- Lidiya Sychyova : sa belle-mère
- Mikhail Tamarov : Léon Tolstoï